# كريس جود (ممثل)
كريس جود (بالإنجليزية: Cris Judd)‏ هو مصمم رقص وممثل أمريكي، ولد في 15 أغسطس 1969 في أبيلين في الولايات المتحدة.

## وصلات خارجية
- كريس جود على موقع IMDb (الإنجليزية)
- كريس جود على موقع ميوزك برينز (الإنجليزية)
- كريس جود على موقع ديسكوغز (الإنجليزية)
- كريس جود على موقع قاعدة بيانات الفيلم (الإنجليزية)